# Мирнівка (річка)
Мирнівка (крим. Mırnivka) — річка в північній частині степового Криму, завдожки 15 км, загальною площею басейну 270 км². Витік Мирнівки знаходиться в районі села Вишняківка Курманського району, на висоті 18 м, тече територією Джанкойського району у північно-східному напрямку. На північній околиці Джанкою приймає справа єдину значну притоку — річку Степову, впадає, приблизно за 3 км на північ від села Митюрине, в сумісний заболочений лиман-солончак Сивашу, утворюючи своєрідний естуарій (Керлеутська заплава) з річкою Побєдна (лагунно-заливний тип без вираженої гирлової ділянки). Річка, практично, на всьому протязі каналізована, створено кілька водосховищ, в схемі Північнокримського каналу має назву ГК-4 (гідроколлектор № 4), по якому скидається в Сиваш до 60 млн м³ води на рік.
За доступними джерелами, раніше маловодна балки — нинішня річка — назви не мала і водотоком не була: згідно «Списку населених місць Таврійської губернії за відомостями 1864 року», існування в балці сучасної річки селища Отар та Джоргун розташовувалися при колодязях . Лише після перейменування села Джургун в Мирнівку, у 1860-х роках, назва закріпилася і за балкою. Початок водотоку знаходився, приблизно, за 1,2 км на північний захід від Мирнівки, стік сильно залежав від наявності або відсутності опадів: максимум — 45,3 м³/с, був зафіксований в 1939 році. Після відкриття в 1966 році Північнокримського каналу кількість водотоків (в основному, скидного типу) сильно зросла і тепер навіть визначити місце витоку проблематично — мережа невеликих каналів тягнеться на південь в околиці села Умют Курманського району.